# Пафлагония

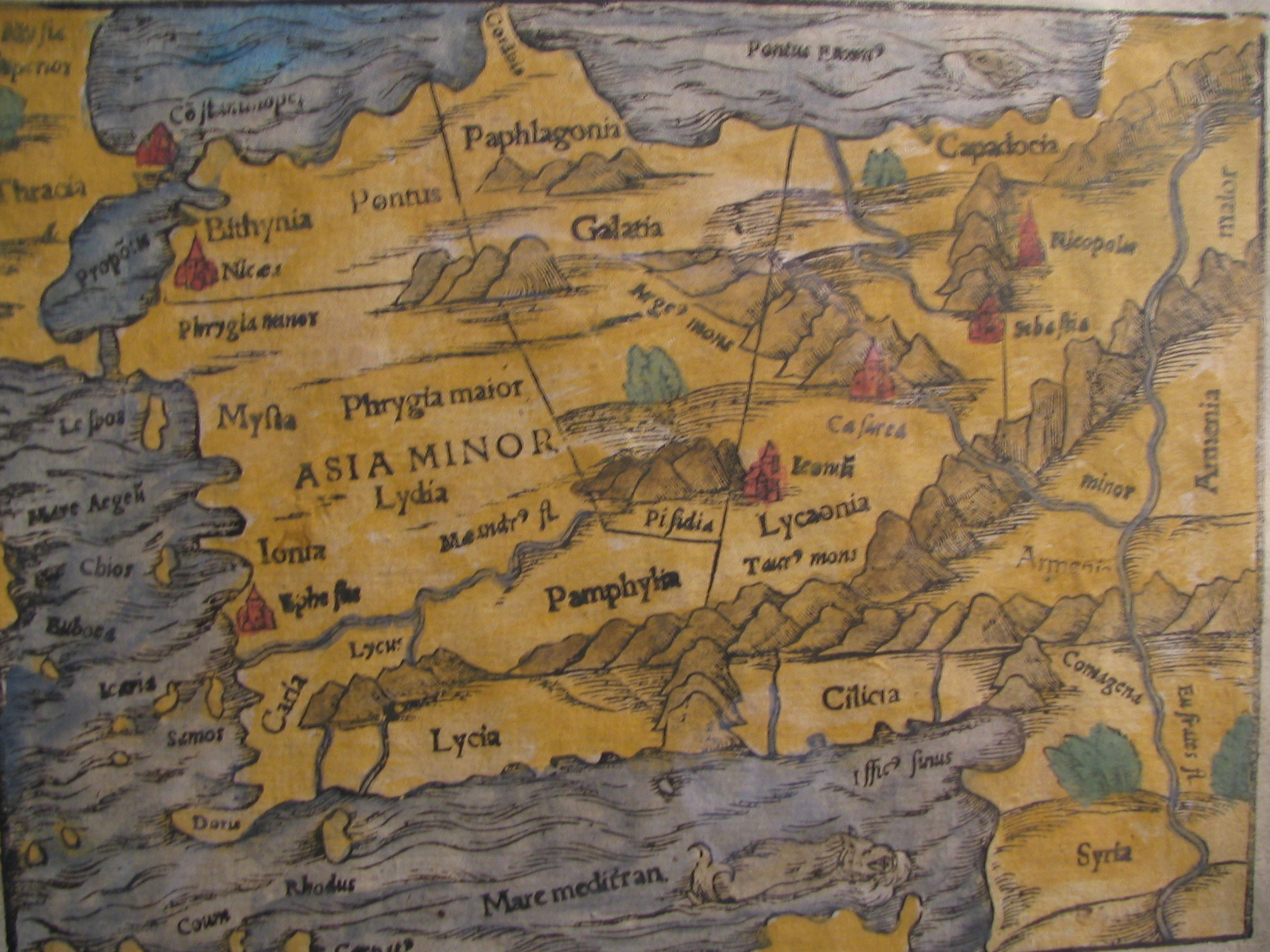
Карта XV века с отмеченной Пафлагонией

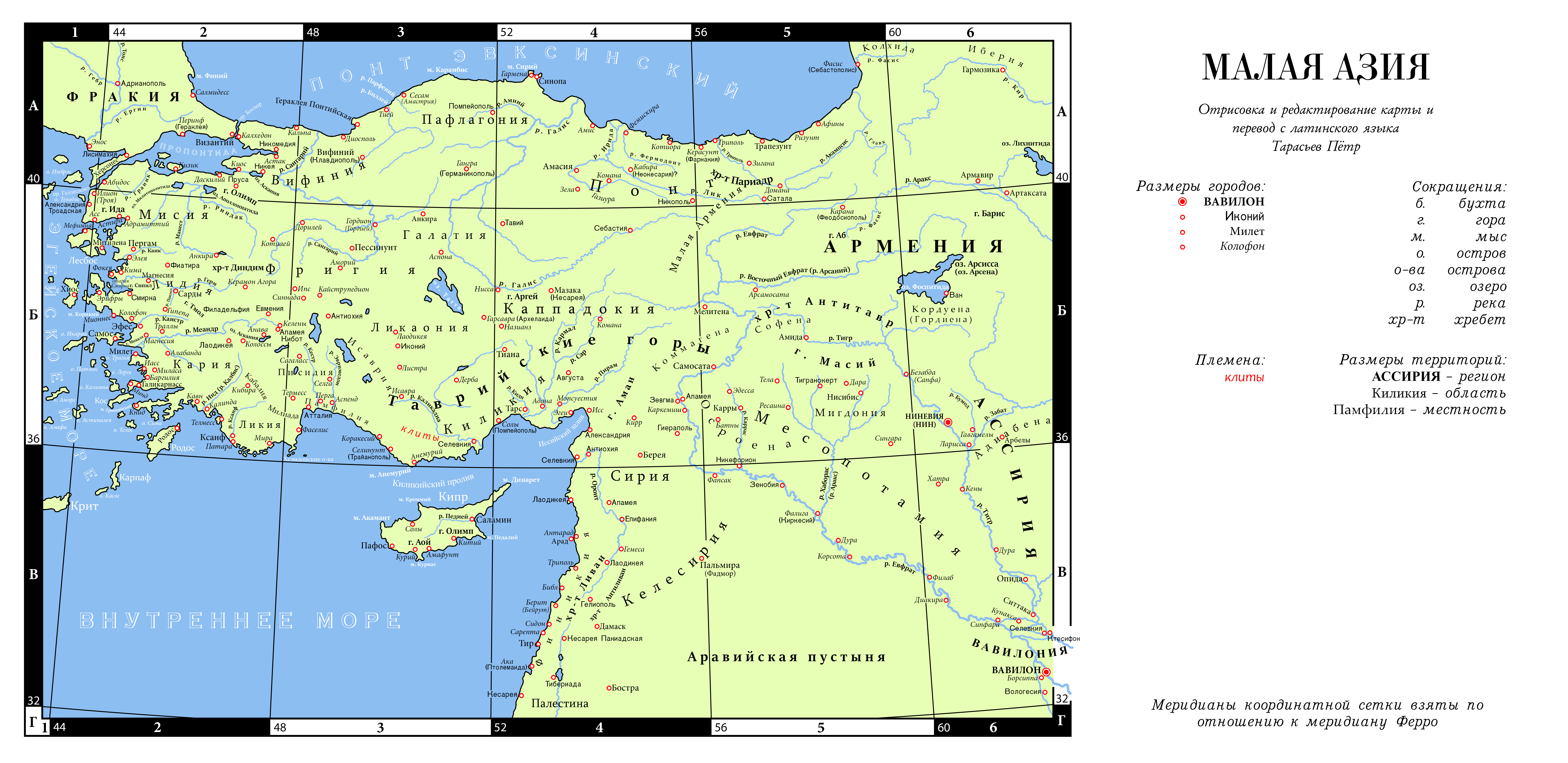
Пафлагония на карте исторических областей на территории современной Турции

Пафлагония (др.-греч. Παφλαγονία, лат. Paphlagonia) — исторический район на севере Малой Азии, которая в этом месте сильнее всего выступает в Чёрное море, оканчиваясь мысами Карамбисом (ныне Керемпе) и Сириасом (или Лепте, ныне Индже Бурун). С восточной стороны Пафлагония примыкала к Понту, от которого отделялась рекой Галисом, а с западной граничила, по реке Парфения (Бартан) и притокам Билеоса, с Вифинией; с южной стороны естественную границу её составлял хребет Орминион и река Кызылырмак. Впрочем, политическая граница Пафлагонии сильно изменялась вследствие неоднократных смен иноземного господства. Вся страна наполнена продолжениями хребта Париадреса (Бархал) и параллельными ему горными цепями. За исключением долины реки Амниаса (Гёкырмак, тур. Gökırmak), левого притока Галиса, почти нет площадей, удобных для земледелия. Зато издревле процветало скотоводство; пафлагонские мулы и лошади пользовались большой известностью. По свидетельству Геродота, область эта в древнейшее время входила в состав Каппадокийского царства.
Страбон утверждает, что пафлагонские имена часто встречались в Каппадокии:
Во всей части Каппадокии вблизи реки Галиса, простирающейся вдоль Пафлагонии, в ходу оба языка, в которых много пафлагонских имен, например: Багас, Биасас, Айниатес, Ратотес, Зардокес, Тибиос, Гасис, Олигасис и Манес.
Название Παφλαγόνες, по гипотезе Э. Рюкерта, происходит от παφλάξειν — «непонятно бормотать» и значит то же, что βαρβαροι; думают, что название это дано греческими мореплавателями населению Пафлагонии, говорившему на непонятном для эллинов языке.
Пафлагонцы слыли за отважный, смелый и добрый народ, были превосходными наездниками и воинами. Рыболовство, лесной промысел и разработка богатых медных рудников обогащали главным образом греческих колонистов. Во время лидийского и персидского господства в Пафлагонии правила местная династия, которой около 400 года до н. э. принадлежала и северная часть Каппадокии. Столицей при этой династии и единственным важным городом внутренней страны был Гангра. После смерти Александра Македонского Пафлагония вместе с Каппадокией досталась Эвмену. Во II столетии до н. э. местные князья, правившие к западу от нижнего течения реки Галис и выводившие свой род от Ахеменидов, создали обширное Понтийское царство.
Разрушив Понтийское царство, римский полководец Помпей присоединил прибрежную часть Пафлагонии к провинции Вифиния-Понт, а страна внутри материка осталась под властью князей-данников. В 7 году до н. э. обе половины Пафлагонии были разделены между провинциями Вифинией и Галатией. В византийское время была одноимённой фемой. Завоевания турок-сельджуков лишили византийцев их владений в Малой Азии. Византийские императоры из династии Комнинов в конце XI и начале XII веков на время вернули прибрежные земли империи. В 1133 году Иоанн II Комнин захватил Гангры и Кастамон, но Четвёртый крестовый поход (1204) привел к разрушению Византийской империи. Лишь незначительные части Пафлагонии вошли в состав Трапезундской и Никейской империй.